# هیرشفلد (براندنبورگ)
هیرشفلد (به آلمانی: Hirschfeld) یک شهر در آلمان است که در البه-الشتر واقع شده‌است. هیرشفلد ۱٬۴۳۵ نفر جمعیت دارد.